# جایزه سینمایی ام‌تی‌وی ۲۰۱۵
جایزهٔ سینمایی ام‌تی‌وی ۲۰۱۵ در تاریخ ۱۲ آوریل ۲۰۱۵ در تئاتر نوکیا واقع در لس آنجلس، کالیفرنیا اجرا شد. این مراسم بیست‌وچهارمین اجرای این جوایز بود. ایمی شومر کمدین، نویسنده و هنرپیشه آمریکایی میزبانی این مراسم را بر عهده داشت.

## نوازندگان
- فال اوت بوی و فتی وپ
- چارلی ایکس‌سی‌ایکس، تیناشی

## ارائه‌دهندگان
- وین دیزل: بهترین اجرای مرد
- چنینگ تیتوم، جو منگانیلو، مت بامر و آدام رودریگوئز
- بلا تورن
- مایلز تلر
- مارک والبرگ
- زک افران و امیلی راتاجکوسکی
- کریس ایوانز، اسکارلت جوهانسون، کریس همسورث، مارک روفالو و جرمی رنر
- کیت مارا، جیمی بل و مایکل بی. جوردن
- دواین جانسون

## نامزدان

### فیلم‌هایی که چندبار نامزد شدند
| نامزدان | فیلم                         |
| ------- | ---------------------------- |
| ۷       | بخت پریشان (فیلم)            |
| ۷       | نگهبانان کهکشان (فیلم)       |
| ۷       | همسایه‌ها (فیلم ۲۰۱۴)         |
| ۵       | خیابان جامپ شماره ۲۲         |
| ۵       | شلاق (فیلم ۲۰۱۴)             |
| ۴       | دختر گم‌شده (فیلم)            |
| ۴       | عطش مبارزه: زاغ مقلد - بخش ۱ |
| ۴       | دونده مارپیچ                 |
| ۳       | پسرانگی (فیلم)               |
| ۳       | فاکس‌کچر (فیلم)               |
| ۲       | تک‌تیرانداز آمریکایی (فیلم)   |
| ۲       | بردمن (فیلم)                 |
| ۲       | کاپیتان آمریکا: سرباز زمستان |
| ۲       | مصاحبه (فیلم ۲۰۱۴)           |
| ۲       | سلما (فیلم)                  |
| ۲       | پنج‌تای برتر                  |

### افرادی که چندبار نامزد شدند
| تعداد نامزدی | هنرمند           |
| ------------ | ---------------- |
| ۵            | انسل الگورت      |
| ۵            | کریس پرت         |
| ۵            | ست روگن          |
| ۵            | شی‌لین وودلی      |
| ۴            | چنینگ تیتوم      |
| ۴            | دیلن اوبرایان    |
| ۴            | زک افران         |
| ۳            | جنیفر لارنس      |
| ۳            | جونا هیل         |
| ۳            | مایلز تلر        |
| ۳            | رزمند پایک       |
| ۳            | رز بیرن          |
| ۲            | بردلی کوپر       |
| ۲            | کریس ایوانز      |
| ۲            | الار کولترین     |
| ۲            | اما استون        |
| ۲            | جیمز فرانکو      |
| ۲            | جیلیان بل        |
| ۲            | کوین هارت        |
| ۲            | اسکارلت جوهانسون |

## جوایز
برنده‌ها به صورت پررنگ نوشته‌شده‌اند.

### فیلم سال
بخت پریشان (فیلم)
- تک‌تیرانداز آمریکایی (فیلم)
- پسرانگی (فیلم)
- دختر گم‌شده (فیلم)
- نگهبانان کهکشان (فیلم)
- عطش مبارزه: زاغ مقلد - بخش ۱
- سلما (فیلم)
- شلاق (فیلم ۲۰۱۴)

### بهترین اجرای مرد
بردلی کوپر – تک‌تیرانداز آمریکایی (فیلم)
- انسل الگورت – بخت پریشان (فیلم)
- کریس پرت – نگهبانان کهکشان (فیلم)
- چنینگ تیتوم – فاکس‌کچر (فیلم)
- مایلز تلر – شلاق (فیلم ۲۰۱۴)

### بهترین اجرای زن
شی‌لین وودلی – بخت پریشان (فیلم)
- اسکارلت جوهانسون – لوسی (فیلم ۲۰۱۴)
- جنیفر لارنس – عطش مبارزه: زاغ مقلد - بخش ۱
- اما استون – بردمن (فیلم)
- ریس ویترسپون – وحشی (فیلم ۲۰۱۴)

### موفق‌ترین اجرا
دیلن اوبرایان – دونده مارپیچ
- الار کولترین – پسرانگی (فیلم)
- انسل الگورت – بخت پریشان (فیلم)
- دیوید اویلوو – سلما (فیلم)
- رزمند پایک – دختر گم‌شده (فیلم)

### بهترین اجرای Scared and Sh*t
جنیفر لوپز – پسر همسایه (فیلم)
- زک گیلفورد – پاکسازی: هرج و مرج
- دیلن اوبرایان – دونده مارپیچ
- رزمند پایک – دختر گم‌شده (فیلم)
- آنابل والیس – آنابل (فیلم)

### بهترین اجرای دوتایی
زک افران & دیو فرانکو – همسایه‌ها (فیلم ۲۰۱۴)
- بردلی کوپر & وین دیزل – نگهبانان کهکشان (فیلم)
- جیمز فرانکو & ست روگن – مصاحبه (فیلم ۲۰۱۴)
- چنینگ تیتوم & جونا هیل – خیابان جامپ شماره ۲۲
- شی‌لین وودلی & انسل الگورت – بخت پریشان (فیلم)

### بهترین اجرای بدون تی‌شرت
زک افران – همسایه‌ها (فیلم ۲۰۱۴)
- انسل الگورت – بخت پریشان (فیلم)
- چنینگ تیتوم – فاکس‌کچر (فیلم)
- کریس پرت – نگهبانان کهکشان (فیلم)
- کیت آپتون – زن دیگر (فیلم ۲۰۱۴)

### بهترین دعوا
دیلن اوبرایان vs. ویل پولتر – دونده مارپیچ
- کریس ایوانز vs. سباستین استن – کاپیتان آمریکا: سرباز زمستان
- جونا هیل vs. جیلیان بل – خیابان جامپ شماره ۲۲
- ادوارد نورتون vs. مایکل کیتون – بردمن (فیلم)
- ست روگن vs. زک افران – همسایه‌ها (فیلم ۲۰۱۴)

### بهترین بوسه
انسل الگورت & شی‌لین وودلی – بخت پریشان (فیلم)
- رز بیرن & هالستون سیج – همسایه‌ها (فیلم ۲۰۱۴)
- جیمز فرانکو & ست روگن – مصاحبه (فیلم ۲۰۱۴)
- اندرو گارفیلد & اما استون – مرد عنکبوتی شگفت‌انگیز ۲
- اسکارلت جوهانسون & کریس ایوانز – کاپیتان آمریکا: سرباز زمستان

### لحظات WTF
ست روگن و رز بیرن – همسایه‌ها (فیلم ۲۰۱۴)
- رزاریو داوسون & اندرس هلم – پنج‌تای برتر
- جونا هیل – خیابان جامپ شماره ۲۲
- جیسون سودیکیس & چارلی دی – رئیس‌های وحشتناک ۲
- مایلز تلر – شلاق (فیلم ۲۰۱۴)

### بهترین شخصیت منفی
مریل استریپ – به سوی جنگل (فیلم)
- جیلیان بل – خیابان جامپ شماره ۲۲
- پیتر دینکلیج – مردان ایکس: روزهای گذشته آینده
- رزمند پایک – دختر گم‌شده (فیلم)
- جی. کی. سیمونز – شلاق (فیلم ۲۰۱۴)

### بهترین لحظه موزیکال
جنیفر لارنس – عطش مبارزه: زاغ مقلد - بخش ۱
- بیل هادر & کریستن ویگ – The Skeleton Twins
- کریس پرت – نگهبانان کهکشان (فیلم)
- ست روگن & زک افران – همسایه‌ها (فیلم ۲۰۱۴)
- مایلز تلر – شلاق (فیلم ۲۰۱۴)

### بهترین اجرای کمدی
چنینگ تیتوم – خیابان جامپ شماره ۲۲
- رز بیرن – همسایه‌ها (فیلم ۲۰۱۴)
- کوین هارت – سخنران عروسی
- کریس پرت – نگهبانان کهکشان (فیلم)
- کریس راک – پنج‌تای برتر

### بهترین تبدیل روی صفحه
الیزابت بنکس – عطش مبارزه: زاغ مقلد - بخش ۱
- استیو کارل – فاکس‌کچر (فیلم)
- الار کولترین – پسرانگی (فیلم)
- ادی ردمین – نظریه همه‌چیز (فیلم ۲۰۱۴)
- زویی سالدانا – نگهبانان کهکشان (فیلم)

### جایزه پیشگامی MTV
- شی‌لین وودلی

### Comedic Genius Award
- کوین هارت

### جایزه نسل MTV
- رابرت داونی جونیور

### بهترین قهرمان
دیلن اوبرایان – دونده مارپیچ
- شی‌لین وودلی – ناهمتا: شورش
- جنیفر لارنس – عطش مبارزه: زاغ مقلد - بخش ۱
- مارتین فریمن – هابیت: نبرد پنج سپاه
- کریس پرت – نگهبانان کهکشان (فیلم)